# Heterachthes martinsi
Heterachthes martinsi är en skalbaggsart som beskrevs av Hovore 1988. Heterachthes martinsi ingår i släktet Heterachthes och familjen långhorningar. Inga underarter finns listade i Catalogue of Life.